# گی‌یرمو آرو
گی‌یرمو آرو (انگلیسی: Guillermo Haro; ۲۱ مارس ۱۹۱۳ – ۲۶ آوریل ۱۹۸۸) یک ستاره‌شناس مکزیکی بود. او اولین نفر از مکزیک بود که به انتخاب انجمن سلطنتی اخترشناسان بریتانیا درآمد.
وی همچنین برندهٔ جوایزی همچون نشان زرین لومونسف شده‌است.

## زندگی
آرو در مکزیکو سیتی در سال ۱۹۱۳ به دنیا آمد، جایی که او در حین انقلاب مکزیک بزرگ شد. او فلسفه در دانشگاه مستقل ملی مکزیک خواند.

## خانواده
در سال ۱۹۶۸، آرو با خبرنگار و نویسنده، النا پونیاتوسکا ازدواج کرد و در سال ۱۹۸۱ از او جدا شد که حاصل این ازدواج سه فرزند به نام‌های امانوئل، فیلیپه و پائولا بود.

## به رسمیت شناختن
در ۲۱ مارس ۲۰۱۸، ۱۰۵ سال پس از تولد او، گوگل آرو را در گوگل دودل معرفی کرد.